# Stazione di Triponzo-Visso
Stazione di Triponzo-Visso vasútállomás Olaszországban, Umbria régióban, Cerreto di Spoleto településen.

## Vasútvonalak
Az állomást az alábbi vasútvonalak érintik:
- Spoleto-Norcia-vasútvonal

## Kapcsolódó állomások
A vasútállomáshoz az alábbi állomások vannak a legközelebb: 
- Stazione di Borgo-Cerreto-Sellano